# Gamo (langue)
Pour les articles homonymes, voir Gamo et gmv.
Le gamo (ou gamo-gofa-dawro) est une langue afro-asiatique de la branche des langues omotiques parlée en Éthiopie, par les Gamo, les Gofa et les Dawro dont la population s'élevait en 1994 à 1 240 000 personnes.

## Classification
Le gamo est classé parmi les langues couchitiques occidentales, un sous-groupe aussi appelé omotique. Les langues omotiques sont considérées par certains linguistes comme étant une branche des langues afro-asiatiques et non comme appartenant au couchitique. La langue est classée par Bender (1988) dans le sous-groupe de l'ometique septentrional.
Le SIL International, organisme chargé de l'attribution des codes ISO 639-3, recense trois variétés :
- gmv : le gamo, avec 1 110 000 locuteurs en 2007[1] ;
- gof : le gofa, avec 363 000 locuteurs en 2007[2] ;
- dwr : le dawro avec 543 000 locuteurs en 2007[3].

## Phonologie
Les tableaux montrent la phonologie du gamo : les consonnes et les voyelles.

### Voyelles
|         | Antérieure | Centrale | Postérieure |
| ------- | ---------- | -------- | ----------- |
| Fermée  | i [i]      |          | u [u]       |
| Moyenne | e [ɛ]      |          | o [ɔ]       |
| Ouverte |            | a [a]    |             |

Ces voyelles ont toutes des équivalentes longues dont la prononciation est plus tendue. Ainsi, ee s'approche de [eː].

### Consonnes
|              |              | Bilabiales | Alvéol.   | Dorsales | Dorsales | Glottales |
| ------------ | ------------ | ---------- | --------- | -------- | -------- | --------- |
| Palatales    | Vélaires     | Bilabiales | Alvéol.   |          |          | Glottales |
| Occlusives   | Sourdes      | p [pʰ]     | t [tʰ]    |          | k [kʰ]   | ʔ [ʔ]     |
| Occlusives   | Sonores      | b [b]      | d [d]     |          | g [g]    |           |
| Occlusives   | Éjectives    |            |           |          | k’ [k’]  |           |
| Occlusives   | Implosives   | b’ [ƥ]     | d’ [ɗ]    |          |          |           |
| Fricatives   | Sourdes      | f [f]      | s [s]     | š [ʃ]    |          | h [h]     |
| Fricatives   | Sonores      |            | z [z]     | ž [ʒ]    |          |           |
| Affriquée    | Sourdes      |            | ts [t͡sʰ]  | č [t͡ʃʰ]  |          |           |
| Affriquée    | Sonores      |            |           | dʒ [d͡ʒ]  |          |           |
| Affriquée    | Éjectives    |            | ts’ [t͡s’] | č’ [t͡ʃ’] |          |           |
| Nasales      | Nasales      | m [m]      | n [n]     |          |          |           |
| liquides     | liquides     |            | l [l]     |          |          |           |
| roulées      | roulées      |            | r [ɾ]     |          |          |           |
| Semi-voyelle | Semi-voyelle | w [w]      |           | y [j]    |          |           |

### Bibliographique
- (en) Éva Hompó, « Grammatical Relationships in Gamo: A Pilot Study », dans Richard J. Hayward (dir.) et al., Omotic Language Studies, Routledge, 2012, 666 p. (ISBN 113634960X et 9781136349607, présentation en ligne, lire en ligne), p. 356–405.